# Naturlag

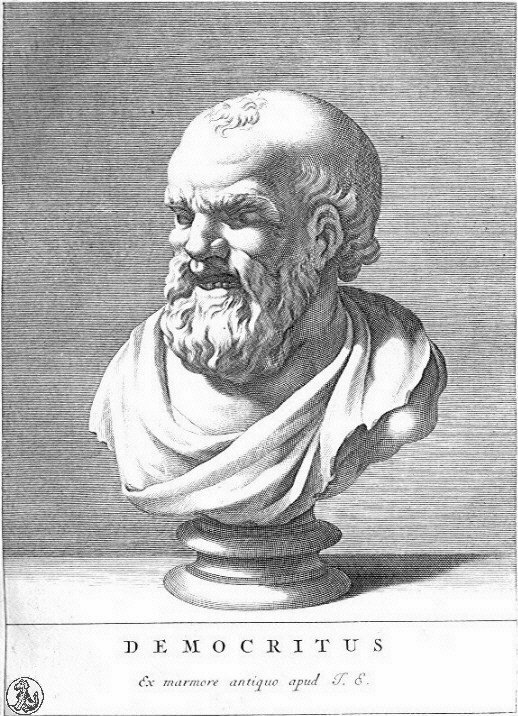
Demokritos född cirka 460 f.Kr., död cirka 370 f.Kr., var en grekisk filosof från Abdera, tillhörande den atomistiska skolan

En naturlag är en sats eller ekvation som beskriver regelbundenheter i naturförloppen.

## Historia
Begreppet naturlag har en lång historia som sträcker sig till före vår tideräknings början. Det tillämpades då inom rättsfilosofin, ekonomin, samhällsordningen och i någon mån inom religionen. Om lagarna, som styrde naturens ordning, inte styrdes av Gud var de instiftade av Gud. En mer mekanistisk teori framfördes av atomisten Demokritos som menade att världsordningen var rent orsaksrelaterad.

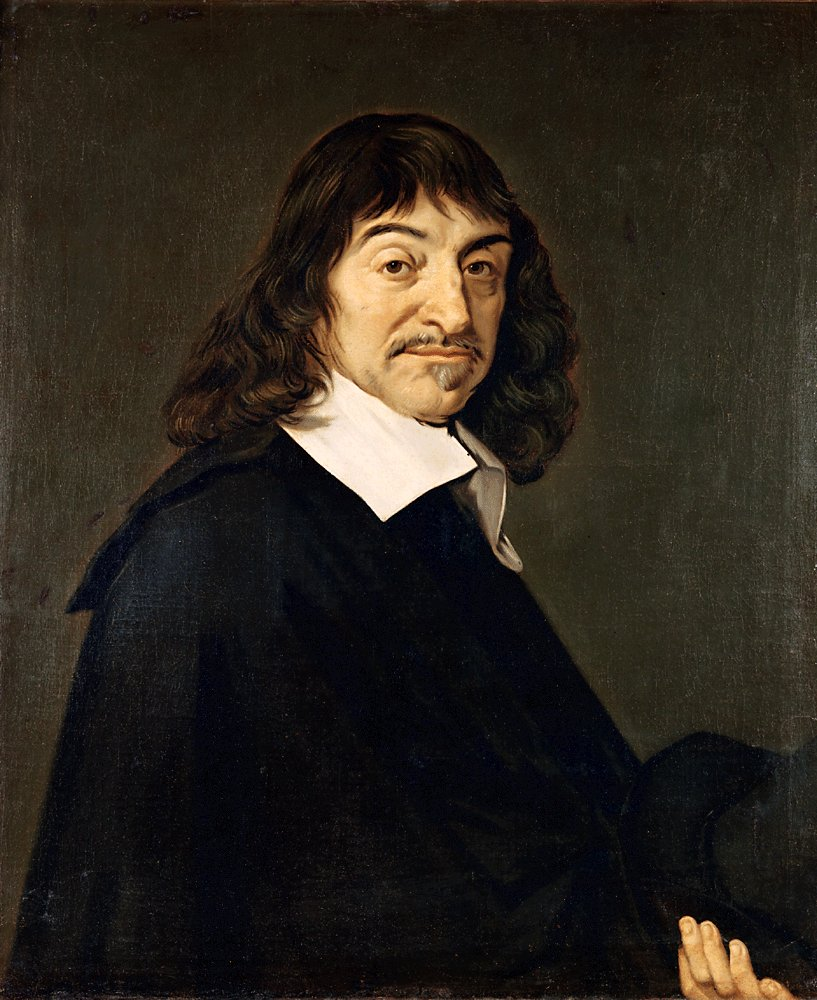
René Descartes (1596–1650).

Första gången som man möter begreppet naturlag i en någorlunda modern betydelse är i René Descartes Principia Philosophiae från 1644. Han beskriver tre fundamentala lagar (naturlagar) enligt vilka de materiella kropparna måste röra sig. Därmed hade termen naturlag införts i fysikens ordförråd.

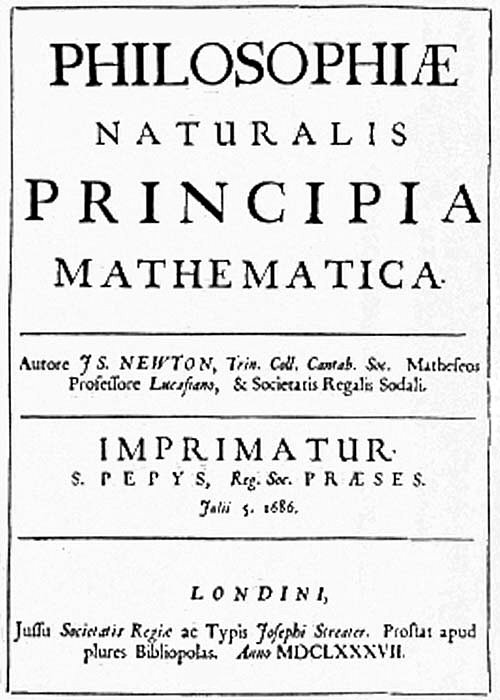
Newtons Principia Mathematica.

Isaac Newton (1643–1727) publicerade sin Principia Mathematica år 1687 i vilken han också framför tre fundamentala lagar: tröghetslagen, kraftlagen och lagen om verkan och motverkan. Dessutom formulerade han tyngdlagen. Med dessa lagar kunde han härleda formen på planetbanorna, lagarna för fallrörelsen och så vidare. Dessa lagar uppfattar vi som naturlagar.

## Vad krävs då av en lag för att kallas naturlag?
- Den ska vara sann (så långt vi kan förstå) och stå i överensstämmelse med våra observationer.
- Den ska ha bredd, det vill säga den skall ge information om så många observationer som möjligt.
- Den ska ha en viss förutsägelseförmåga, alltså även vara en deterministisk lag.[källa behövs]

Inom fysiken har begreppet lag (naturlag) fått stå tillbaka för begreppet teori. Man försöker formulera naturfenomenen med mer omfattande beskrivningar där lagarna och matematiken sätts in i ett större sammanhang. Einsteins allmänna relativitetsteori till exempel beskriver samma fenomen som Newtons mekanik med ett generellare sätt och från helt andra utgångspunkter.